# Jarabacoa
Jarabacoa est une ville et municipalité de la province de La Vega en République dominicaine.
Elle est la seconde ville la plus grande de la province. 
Jarabacoa est connue pour le fait d’attirer des retraités européens et d’abriter de nombreuses personnalités, dont l’ancien président Hipólito Mejía, ou des familles notables dans la région tel que les familles Valerio et Sànchez. 